# Fantasi (sång)
Fantasi är en sång skriven av Christer Sandelin och Tommy Ekman och ursprungligen framförd av popgruppen Freestyle 1981 på albumet Fantasi, samt släppt på singel samma år då den nådde 13:e plats på den svenska singellistan. Sångtexten handlar om en pojke som inte vågar fråga chans på en flicka, men i hans fantasi är de redan tillsammans och "rullar runt bland mjuka kuddar". Den spelades även in med text på engelska, som Fantasy, på Fantasy som var den engelskspråkiga versionen av samma album.
1998 släppte Freestyle, som då tillfälligt återförenades, en ny version vid namn  Fantasi '98 som nådde 37:e plats på den svenska singellistan. Den 12 september 1998 testades den på Svensktoppen , men misslyckades med att ta sig in på listan.
Låten spelades 2003 in som cover av Miio, tillsammans med Ayo, på albumet På vårt sätt. 2005 spelades den in av gruppen Popcorn på albumet Popcorn.

## Listplaceringar

### Freestyle
| Lista (1981, 1998) | Position             |
| ------------------ | -------------------- |
| Sverige            | 13 (1981), 37 (1998) |

### Fotnoter
1. ↑  Svensktoppen - 12 september 1998
2. ↑  Svensktoppen - 19 September 1998
3. ↑  Listplacering
4. ↑  Listplacering (Fantasi '98)